# Định lý Carathéodory (bao lồi)
Xem thêm các định lý Carathéodory khác 
Trong hình học lồi, định lý Carathéodory khẳng định nếu điểm x trong Rd nằm trong bao lồi của tập hợp P, thì tồn tại một tập hợp con P′ của P gồm tối đa d+1 điểm sao cho x nằm trong bao lồi của P′. Một cách phát biểu tương đương là x nằm trong một r-đơn hình với các đỉnh thuộc P, trong đó {\displaystyle r\leq d}. Kết quả này được đặt tên theo Constantin Carathéodory, người đã chứng minh định lý này năm 1911 cho trường hợp P compact. Năm 1913, Ernst Steinitz mở rộng định lý Carathéodory cho mọi tập P trong Rd.
Sau đây là một ví dụ. Ta xét tập hợp P = {(0,0), (0,1), (1,0), (1,1)} trong R2. Bao lồi của tập này là một hình vuông. Xét điểm x = (1/4, 1/4) nằm trong bao lồi của P. Ta có thể chọn tập {(0,0),(0,1),(1,0)} = P ′, với bao lồi là một hình tam giác chứa x và do đó định lý là đúng trong trường hợp này do |P′| = 3.

## Chứng minh
Giả sử x là một điểm trong bao lồi của P. Khi đó, x là tổ hợp lồi của một tập hợp hữu hạn các điểm trong P:
{\displaystyle \mathbf {x} =\sum _{j=1}^{k}\lambda _{j}\mathbf {x} _{j}}
trong đó mọi xj đều thuộc P, λj là số dương, và {\displaystyle \sum _{j=1}^{k}\lambda _{j}=1}.
Giả sử k > d + 1 (nếu không ta có ngay điều phải chứng minh). Khi đó, các điểm x2 − x1,..., xk − x1 là phụ thuộc tuyến tính, nên tồn tại μ2,..., μk sao cho không phải tất cả chúng đều bằng 0 và
{\displaystyle \sum _{j=2}^{k}\mu _{j}(\mathbf {x} _{j}-\mathbf {x} _{1})=\mathbf {0} .}
Nếu định nghĩa μ1 như sau
{\displaystyle \mu _{1}:=-\sum _{j=2}^{k}\mu _{j}}
thì
{\displaystyle \sum _{j=1}^{k}\mu _{j}\mathbf {x} _{j}=\mathbf {0} }
{\displaystyle \sum _{j=1}^{k}\mu _{j}=0}
và không phải tất cả μj đều bằng 0. Do đó tồn tại ít nhất một μj>0. Ta có,
{\displaystyle \mathbf {x} =\sum _{j=1}^{k}\lambda _{j}\mathbf {x} _{j}-\alpha \sum _{j=1}^{k}\mu _{j}\mathbf {x} _{j}=\sum _{j=1}^{k}(\lambda _{j}-\alpha \mu _{j})\mathbf {x} _{j}}
cho mọi số thực α. Vì vậy đẳng thức trên là đúng khi chọn α như sau
{\displaystyle \alpha :=\min _{1\leq j\leq k}\left\{{\tfrac {\lambda _{j}}{\mu _{j}}}:\mu _{j}>0\right\}={\tfrac {\lambda _{i}}{\mu _{i}}}.}
Ghi chú là α>0, và với mọi j từ 1 tới k,
{\displaystyle \lambda _{j}-\alpha \mu _{j}\geq 0.}
Ta nhận thấy λi − αμi = 0 theo cách chọn α. Vì vậy,
{\displaystyle \mathbf {x} =\sum _{j=1}^{k}(\lambda _{j}-\alpha \mu _{j})\mathbf {x} _{j}}
trong đó mọi {\displaystyle \lambda _{j}-\alpha \mu _{j}} là không âm, tổng của chúng bằng 1, và thêm vào đó, {\displaystyle \lambda _{i}-\alpha \mu _{i}=0}. Nói cách khác, x là tổ hợp lồi của k-1 điểm trong P. Có thể lặp lại quá trình trên cho tới khi x là tổ hợp lồi của d + 1 điểm trong P.
Một cách chứng minh khác là sử dụng định lý Helly.